# Noel McLoughlin (Eishockeyspieler)
Noel Peter McLoughlin (* 15. September 1929 in Melbourne; † 19. Dezember 2017 in Melbourne) war ein australischer Eishockeytorwart.

## Karriere
Noel McLoughlin nahm für die australische Nationalmannschaft an den Olympischen Winterspielen 1960 in Squaw Valley teil. Mit seinem Team belegte er den neunten und somit letzten Platz. Er selbst kam im Turnierverlauf zu drei Einsätzen. Auf Vereinsebene spielte er für den Demons Ice Hockey Club in Melbourne.